# Odafe Oweh
Odafe Jayson Oweh (Hackensack, 15 dicembre 1998) è un giocatore di football americano statunitense che milita nel ruolo di outside linebacker per i Baltimore Ravens della National Football League (NFL).

## Carriera universitaria
Nella sua prima stagione a Penn State nel 2018, Oweh disputò 4 partite e mise a segno 2 sack. L'anno seguente, nel 2019, disputò 13 partite, di cui una come titolare, con 21 tackle e 5 sack. Nel 2020 fu inserito nella seconda formazione ideale della Big Ten Conference dall'Associated Press dopo 38 tackle, di cui 6,5 con perdita di yard.

## Carriera professionistica
Oweh fu scelto come 31º assoluto nel Draft NFL 2021 dai Baltimore Ravens. Debuttò come professionista nella gara del primo turno contro i Las Vegas Raiders facendo registrare due tackle e un sack su Derek Carr. Nel turno successivo, nel finale del quarto periodo, forzò un fumble su ̺Clyde Edwards-Helaire dei Kansas City Chiefs recuperandolo egli stesso, sigillando la vittoria per 36-35. Per questa prestazione fu premiato come migliore difensore della AFC della settimana. A fine stagione inserito nella formazione ideale dei rookie dalla Pro Football Writers Association dopo avere fatto registrare 28 placcaggi, 5 sack e 3 fumble forzati.
Nel secondo turno della stagione 2024 Oweh mise a segno 2,5 sack nella sconfitta a sorpresa contro i Las Vegas Raiders.

## Palmarès
- Difensore della AFC della settimana: 1

2ª del 2021
- PFWA All-Rookie Team - 2021